# Пегаи

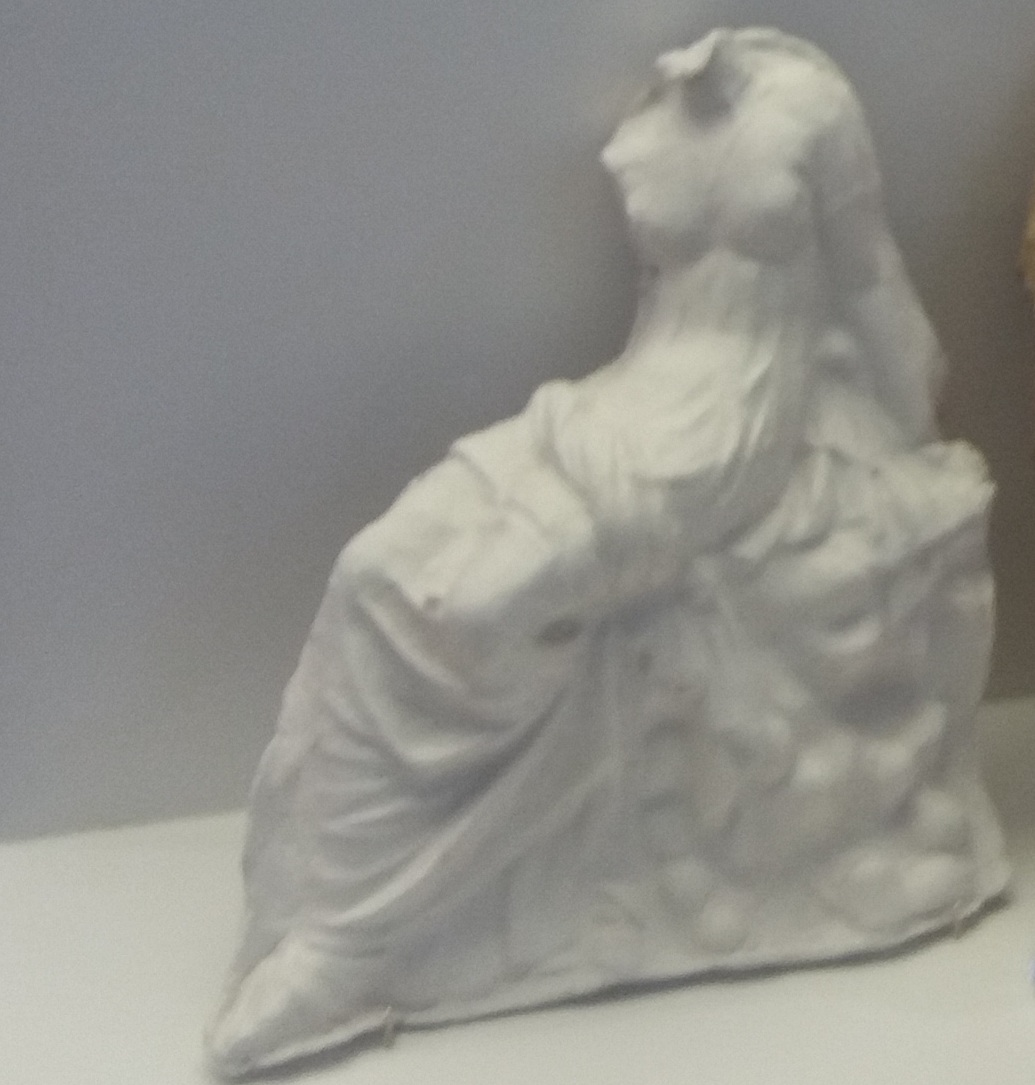
Девушка, сидящая на скале с источником. Хранится в античном зале Херсонесского музея.

Пегаи  — в древнегреческой мифологии нимфы родников и источников. Как лимнады и другие связанные с пресной водой нимфы, относились к наядам. Близки кренаям — нимфам колодцев и фонтанов.
Считались одними из наиболее почитаемых нимф. Это объясняется жизненной важностью источников пресной воды для человека. Возможно, занимали почетное отношение даже по отношению к речным богам. Это символически отображает то, что большинство рек берёт начало от источника. Хотя часто описываются, как дочери того или иного речного бога.
Согласно мифам эти нимфы иногда обладали способностью исцелять от различных болезней, что, вероятно, связано с лечебными свойствами определенных источников.
Реже имели более необычные способности. Например, Касталия и Аганиппа даровали поэтическое вдохновение. 
В жертву нимфам приносили обычно молоко и мёд. 
Как и другие нимфы, изображались в виде прекрасных девушек, со звонкими как журчание родника, голосами.
Нимфы источников часто сопровождали Артемиду во время охоты. Так, нимфа Салмакида, не желавшая этого делать, и нежившаяся всё время у своего источника, описывается скорее как исключение из правил.
Нимфы не были бессмертными. Их можно убить. Но срок их жизни мог исчисляться тысячами лет. В случае нимф родников  смерть вероятно связывалась с пересыханием их источника.
Особое отношение к источникам характерно для многих культур. Оно сохранилось в определенной форме и при христианстве (многие источники носят имена христианских святых).

## Некоторые известные нимфы источников
Корикия — нимфа священного родника на Парнасе. Её имя носит пещера на Парнасе, почитавшаяся как священное место. Любовница Аполлона. От него родила сына Ликора. Тот основал на Парнасе город Ликория, у которого после потопа высадились Девкалион и Пирра.
Клеодора — нимфа священного родника на Парнасе, сестра Корикии. Любовница Посейдона, от него родила сына Парнаса. 
Мелания — нимфа священного родника на Парнасе, сестра Корикии и Клеодоры, любовница Аполлона. Имя в переводе «черная». По одному из трактований возглавляла подземных нимф (источников и потоков в пещерах).
Иониды — четыре нимфы-сестры. Могли вылечить от разных болезней.
Анигриды — связаны с одноименной рекой в Пелопоннесе (дочери речного божества). К ним обращались за помощью при кожных заболеваниях. Река стекала с горы Лапита. Сейчас там расположены лечебные источники Кайафас. Вероятно, в мифе отмечены лечебные свойства воды.
Филодика — любовница Левкиппа. Мать Арсинои, которая родит от Аполлона Асклепия.
Салмакида— возлюбленная Гермафродита, слившаяся с ним в одно существо.
Касталия— даровала вдохновение сказателям и поэтам.
Возможно (один из вариантов трактовки мифа), стала нимфой источника жестокая и злосчастная Дирка — благодаря расположенности к ней Диониса. 
По всей видимости, Аретуса (иногда ошибочно причисляется к нереидам).